# بيب بيل
بيب بيل (بالإسبانية: Pep Biel Mas)‏ (ولد في 5 سبتمبر 1996) هو لاعب كرة قدم إسباني يلعب كلاعب وسط.

## روابط خارجية
- بيب بيل على موقع الاتحاد الأوربي (الإنجليزية)
- بيب بيل على موقع الدوري الأمريكي (الإنجليزية)
- بيب بيل على موقع قاعدة بيانات كرة القدم.إي يو (الإنجليزية)
- بيب بيل على موقع ليكيب (الفرنسية)
- بيب بيل على موقع Soccerway.com (الإنجليزية)
- بيب بيل على موقع عالم كرة القدم.نت (الإنجليزية)